# فرودگاه ایکونی
فرودگاه ایکونی (به انگلیسی: Iconi Airport) یک فرودگاه همگانی با کد یاتا YVA است . این فرودگاه در شهر مورونی کشور اتحاد قمر قرار دارد و در ارتفاع ۱۰ متری از سطح دریا واقع شده‌است.